# اختبار شيلينج

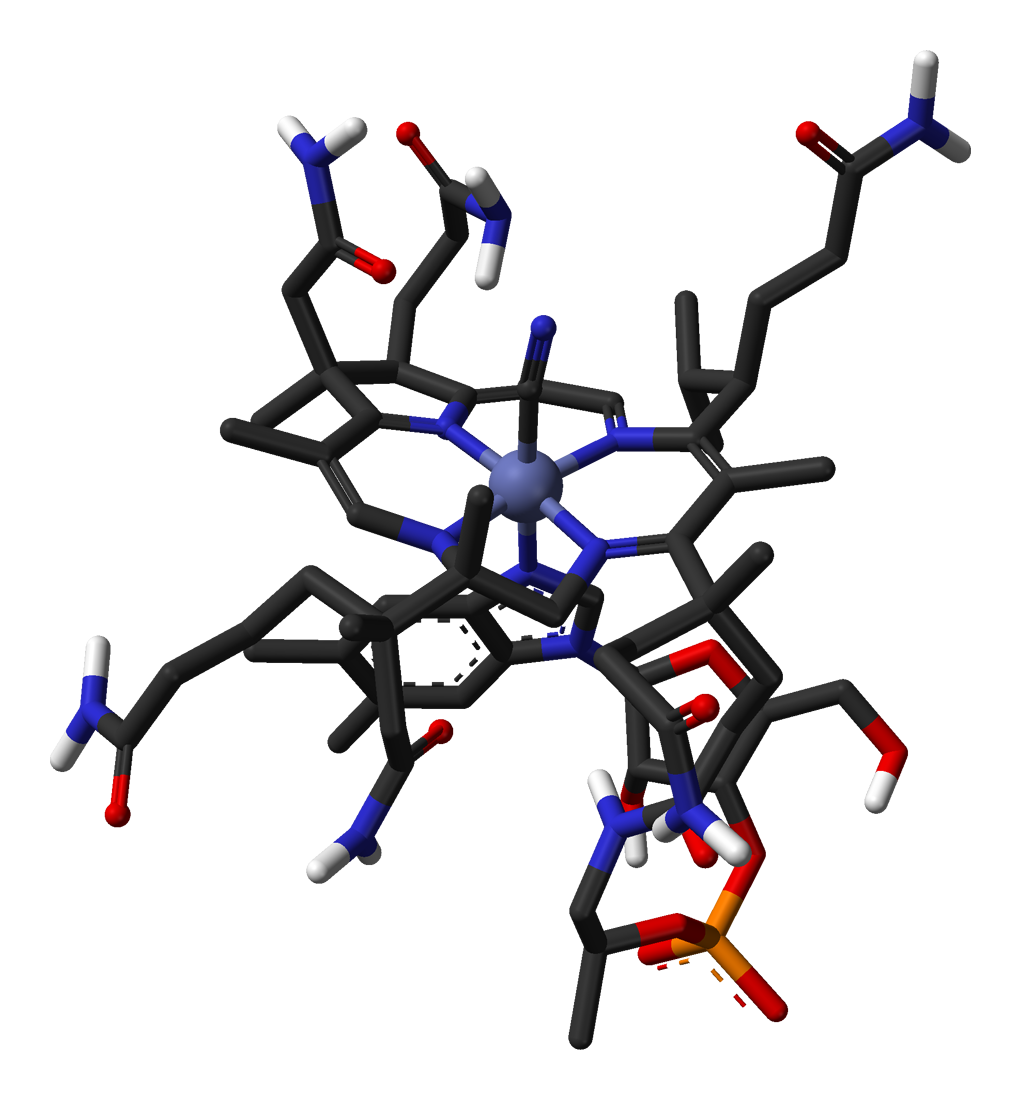

اختبار شيلينج أو فحص الامتصاص (بالإنجليزية: Schilling test)‏ كان فحص طبي يستخدم في المرضى الذين يعانون من نقص فيتامين بي12 والفائدة من هذا الاختبار هي تشخيص وجود فقر الدم الخبيث. كان الغرض من الاختبار هو تحديد مدى قدرة المريض على امتصاص فيتامين بي12 من الأمعاء. الاختبار الآن عفا عليه الزمن ونادرا ما يتم إجراؤه، ولم يعد متاحا في العديد من المراكز الطبية. سُمي على اسم روبرت ف. شيلينغ.

## طريقة الفحص
يتكون اختبار شيلينج من عدة مراحل. كما هو مذكور أدناه، يمكن إجراؤه في أي وقت بعد تناول مكملات فيتامين بي12 واستبدال مخازن الجسم، ويوصي بعض الأطباء في حالات النقص الحاد بإجراء عدة أسابيع على الأقل من امتلاء الفيتامينات قبل الاختبار (أكثر من جرعة واحدة من فيتامين بي12، وأيضًا حمض الفوليك عن طريق الفم)، وذلك لضمان عدم حدوث خلل في امتصاص بي12 (مع أو بدون عامل جوهري) بسبب تلف الغشاء المخاطي للأمعاء من نقص بي12 وحمض الفوليك أنفسهم.

### المرحلة الأولى: فيتامين بي12عن طريق الفم، بالإضافة إلى فيتامين بي12العضلي (من دون عامل جوهري)
في الجزء الأول من الاختبار، يتم إعطاء المريض فيتامين بي12 الموسوم إشعاعيا للشرب أو التناول. عن طريق ربطه بمادة مشعة وهي الكوبالت. يتم إعطاء حقنة عضلية من فيتامين بي12 غير الموسوم بعد ساعة. هذا لا يكفي لملئ أو تشبع مخازن الجسم من بي12. الغرض من الحقنة الواحدة هو تشبع مستقبلات بي12 مؤقتا في الكبد بما يكفي من فيتامين بي12 العادي لمنع ارتباط فيتامين بي12 المشع في أنسجة الجسم (خاصة في الكبد)، بحيث إذا تم امتصاصه من القناة الهضمية، فسوف ينتقل إلى البول. ثم يتم جمع بول المريض على مدار 24 ساعة القادمة لتقييم الامتصاص.
عادة، سيتم امتصاص فيتامين بي12 المبتلع في الجسم. نظرا لأن الجسم لديه بالفعل مستقبلات كبد للترانسكوبالامين/فيتامين بي12 المشبعة بالحقن، فسيتم إفراز الكثير من فيتامين بي12 المبتلع في البول.
- تظهر النتيجة الطبيعية ما لا يقل عن 10٪ من فيتامين بي12 الموسوم إشعاعيا في البول خلال 24 ساعة الأولى.
- في المرضى الذين يعانون من فقر الدم الخبيث أو الذين يعانون من نقص بسبب ضعف الامتصاص، يتم الكشف عن أقل من 10٪ من فيتامين بي12 الموسوم إشعاعيا.

سيؤدي الاختبار الطبيعي إلى كمية أكبر من الكوبالامين المشع في البول لأنه كان سيتم امتصاصه من قبل الظهارة المعوية، ولكنه انتقل إلى البول لأن جميع مستقبلات بي12 الكبدية كانت مشغولة. تحدث نتيجة غير طبيعية بسبب ظهور كمية أقل من الكوبالامين المشع في البول لأنه سيبقى في الأمعاء وينتقل إلى البراز.

### المرحلة الثانية: فيتامين بي12والعامل الجوهري
إعطاء المريض فيتامين بي12 مع العامل الجوهري بعد اسبوع من المرحلة الأولى، الذي يساعد على امتصاص فيتامين بي12.
- إذا كانت مجموعة البول الثانية هذه طبيعية، فهذا يدل على نقص في إنتاج العامل الجوهري. تعرف الحالة باسم فقر الدم الخبيث.
- النتيجة المنخفضة في الاختبار الثاني تعني امتصاصا معويا غير طبيعي (سوء الامتصاص)، والذي يمكن أن يحدث بسبب الداء البطني، مرض الصفراوي، مرض ويبل أو متلازمة فرط نمو البكتيريا في الأمعاء الدقيقة، الإصابة بالديدان الشريطية السمكية، أو أمراض الكبد. يمكن أن يكون سبب سوء امتصاص فيتامين بي12 هو خلل في وظيفة الأمعاء نتيجة انخفاض مستوى الفيتامين في حد ذاته (انظر أدناه)، مما يتسبب في حدوث ارتباك في نتيجة الاختبار إذا لم يتم التزود بالحيوية لعدة أيام سابقًا.

### المرحلة الثالثة: فيتامين بي12والمضادات الحيوية
هذه المرحلة مفيدة لتحديد المرضى الذين يعانون من متلازمة فرط النمو البكتيري. سيقدم لك الطبيب دورة لمدة أسبوعين من المضادات الحيوية للقضاء على أي فرط نمو بكتيري محتمل وتكرار الاختبار للتحقق مما إذا كان فيتامين بي12 الموسوم اشعاعيًا موجودا في البول أم لا.

### المرحلة الرابعة: فيتامين بي12وإنزيمات البنكرياس
يمكن أن تكون هذه المرحلة، التي تدار فيها إنزيمات البنكرياس، مفيدة في تحديد المرضى الذين يعانون من قصور البنكرياس. سيعطيك الطبيب 3 أيام من إنزيمات البنكرياس تليها تكرار الاختبار للتحقق مما إذا كان سيتم اكتشاف فيتامين بي12 الموسوم إشعاعيا في البول.

## التشخيص
| نتيجة الاختبار الجزء الأول | نتيجة اختبار الجزء الثاني | تشخيص                                                          |
| -------------------------- | ------------------------- | -------------------------------------------------------------- |
| طبيعي                      | -                         | نقص فيتامين بي12 الغذائي أو الطبيعي                            |
| منخفض                      | طبيعي                     | مشاكل في إنتاج العامل الجوهري، على سبيل المثال فقر الدم الخبيث |
| منخفض                      | منخفض                     | سوء الامتصاص (اللفائفي الطرفي)                                 |